# Плоскошский район
Пло́скошский район — административно-территориальная единица в составе РСФСР, существовавшая в 1936—1960 годах.
Административный центр — посёлок Плоскошь.
После объединения в 2013 году 3 сельских поселений Торопецкого района, новое Плоскошское сельское поселение по территории почти полностью совпадает с Плоскошским районом, за исключением бывшего Симоновского сельсовета, который в 1959 году оставлен в Псковской области.

## История
Образован в 1 июня 1936 году в составе Калининской области. Границы образованного района примерно совпадали с границами Советского района (центр — с. Волок), существовавшего в 1927—1930 годах в составе Ленинградской и Западной областей.
С 22 августа 1944 года район входил в Великолукскую область, со 2 октября 1957 года — в Псковской области, 29 июля 1958 года возвращён в Калининскую область. 12 января 1960 года Плоскошский район упразднён, а его территория передана в Торопецкий район. Сейчас его территория входит в Торопецкий район Тверской области.

## Население
1939 год — 24 113 человек.
1959 год — 12 968 человек.

## Административное деление
В 1940 году в состав района входило 11 сельских советов:
| - Бараносовский, - Жидулинский, - Качутский, - Конищевский, - Краснополецкий, - Красносельский, | - Куньевский (с центром в деревне Уварово), - Пестряковский, - Ровенский, - Сережинский, - Симоновский. |